# Narthecura neotropica
Narthecura neotropica là một loài tò vò trong họ Ichneumonidae.